# 霧島市立三体小学校
霧島市立三体小学校（きりしましりつ さんたいしょうがっこう）は、鹿児島県霧島市牧園町（旧・姶良郡牧園町）三体堂にある市立小学校。
霧島市牧園町の北東部に位置する。校名は校区の西端を流れる三体川に由来する。

## 沿革
- 1883年（明治16年） - 田方小学校 創立
- 1899年（明治32年） - 中野地区に新設校舎を建築し、移転。
- 1901年（明治34年） - 牧園尋常高等小学校中野分教場となる。
- 1913年（大正2年） - 三体尋常小学校として独立。
- 2005年（平成17年） - 国分市と姶良郡6町の新設合併に伴い、霧島市立三体小学校と改称。